# كريستوفر كريتندن
كريستوفر كريتندن (بالإنجليزية: Christopher Crittenden)‏ هو أمين الأرشيف ومؤرخ أمريكي، ولد في 1 ديسمبر 1902، وتوفي في 13 أكتوبر 1969.